# Vu Đông
Vu Đông (tiếng Trung: 于冬, tiếng Anh: Yu Dong hay Don Yu, sinh ngày 8 tháng 1 năm 1971) là một nam doanh nhân kiêm nhà sản xuất điện ảnh người Trung Quốc. Ông được mọi người biết đến với tư cách là người sáng lập và hiện là chủ tịch đương nhiệm của Tập đoàn điện ảnh Bác Nạp, một trong những công ty sản xuất phim nổi tiếng tại Trung Quốc đại lục.
Cho đến nay, những bộ phim điện ảnh do ông sản xuất đa phần đều được đón nhận nồng nhiệt từ các khán giả xem phim và còn giành được nhiều giải thưởng cao quý, điển hình như Long Hổ Môn, Đảo hoả tuyến, Thương thành, Long môn phi giáp, Thập nguyệt vi thành, Cuộc chiến á phiện, v.v....